# Afra (piralídeos)
Afra (Crambidae) é um gênero de mariposa pertencente à família Crambidae.